# Luci Plauci Vennó (cònsol 318 aC)
Luci Plauci Vennó (en llatí Lucius Plautius L. F. L. N. Venno) va ser un magistrat romà que va viure al segle iv aC. Formava part de la gens Plàucia i era de la família dels Vennó. Era fill de Luci Plauci Vennó, cònsol l'any 330 aC.
Va ser elegit cònsol romà l'any 318 aC juntament amb Marc Fosli Flaccinator i va rebre ostatges enviats per les ciutats de Teano i Canusium a la Pulla.